# Arrival
Arrival — четвертий альбом шведського гурту ABBA, випущений в 1976 році.

## Список композицій

### Сторона A
1. «When I Kissed the Teacher» (Андерссон, Ульвеус) — 3:01
2. «Dancing Queen» (Б. Андерссон, Стіґ Андерссон, Ульвеус) — 3.50 Dancing_queenⓘ
3. «My Love, My Life» (Андерссон, Ульвеус) — 3:51
4. «Dum Dum Diddle» (Андерссон, Ульвеус) — 2:53
5. «Knowing Me, Knowing You» (Андерссон, Ульвеус) — 4:01

### Сторона Б
1. «Money, Money, Money» (Андерссон, Ульвеус) — 3:06
2. «That's Me» (Андерссон, Ульвеус) — 3:15
3. «Why Did It Have To Be Me» (Андерссон, Ульвеус) — 3:20
4. «Fernando» (Андерссон, Ульвеус) — тільки на австралійському й новозеландському виданнях.
5. «Tiger» (Андерссон, Ульвеус) — 2:55
6. «Arrival (instrumental)» (Андерссон, Ульвеус) — 3:00